# 邊毅
邊毅（1506年—？），字德弘，號南崗、南岡，江西臨江府峽江縣人，軍籍，明朝政治人物。

## 生平
嘉靖十六年（1537年）丁酉科江西鄉試第四十七名舉人。嘉靖二十六年（1547年）中式丁未科會試第一百六十六名，登第三甲第五十七名進士。禮部觀政，授台州府推官，二十九年六月选授南道御史，一日，宰臣严嵩自出慰劳台臣，欲啖以无言，谓毅曰：君何靠？曰：某靠天。时京师有“靠天边南冈”之谣。三十五年三月考察不及。後任湖州府知府，贬广德州判官，补宣城知县，稍迁大理评事，转刑部郎，卒。

## 家族
曾祖邊恢明；祖父邊景象；父邊純，母尹氏；繼母袁氏。